# 热血车城
《热血车城》（英語：Motorcity）是一部美国动画片，于2012年4月30日起在迪士尼XD播出。

## 简介
本片讲述以Mike Chilton带领着一群年轻人一同驾驶着自己的跑车为自由而战的故事。

## 角色

### 燃燒者
- 麥克•切爾頓（Mike Chilton） 配音員： Reid Scott

燃燒者的領導與本作主角，擁有十足的衝勁且喜歡冒險，雖然經常欠缺深思熟慮就行動，卻總能在緊要關頭化險為夷。
- 查克（Chuck） 配音員： Nate Torrence

燃燒者的電腦專家，同時也是麥克最好的朋友。查克神經質又膽小，但憑著對麥克的信賴與忠誠，他願意陪著麥克出生入死。 燃燒者中唯一不會開車的成員。
- 朱莉•凱恩（Julie Kane） 配音員： Kate Micucci

燃燒者的情報員，以＂實習生＂的身份在凱恩公司中擔任間諜，但她其實是亞伯漢凱恩的親生女兒，看不過父親的偏激手段使的她轉而投向燃燒者。
- 達奇•戈帝（Dutch Gordy）配音員： Kel Mitchell

燃燒者的技師，也是個藝術家，為了創作的自由而逃離豪華城，最晚加入燃燒者的成員。
- 德克薩斯（Texas） 配音員：Jess Harnell

燃燒者的功夫大師（自稱）燃燒者的第二領導者（自稱）夢想著有一天可以領導燃燒者。戰鬥中總是衝第一，欠缺思考且經常提出一些異想天開的點子。常使用第三人稱稱呼自己。
- 雅各布（Jacob）配音員： Brian Doyle-Murray

凱恩曾經的合夥人，隱約看出凱恩瘋狂的野心時就離開了公司，目前在熱血車城經營著他的農場超市。
- 羅斯（R.O.T.H.）

達奇的機器人。原本是凱恩的攻擊機器人，經達奇改造之後成為燃燒者中不可或缺的助手和夥伴。

### 盟友
- 克萊兒（Claire） 配音員：Dana Davis

朱莉最好的朋友，唯一知道朱莉雙重身份的人。
- 哈德森博士（Dr. Hudson）配音員： Jim Cummings

原是凱恩公司的研發人員，被迫為凱恩製造危險的武器而向燃燒者求救。
- 達爾•戈帝（Darr Gordy）配音員：Roshon Fegan

達奇的弟弟，曾對燃燒者存有誤解，但親眼看見燃燒者幫助豪華城的居民後才有所改觀。
- 泰妮（Tennie）配音員：Aimee Garcia

熱血車城中的一名工程師。
- 支架（Bracket） 配音員：Carlos Alazraqui

泰妮的父親。
- 安東尼奧（Antonio）配音員：Fred Tatasciore

安東尼奧餐廳的老闆，喜歡製作名人雕像。

### 敵人
- 亞伯罕凱恩（Abraham Kane）配音員： Mark Hamill

底特律豪華城的創建者，也是本作最主要的反派角色。凱恩是個自大且狂妄的實業家，計畫統治整個底特律，並致力於摧毀熱血車城。
- 圖利（Tooley）配音員： Jim Breuer

凱恩的助手，盲目的忠心彌補了他能力上的不足。
- 卡雅（Kaia）配音員： Laraine Newman

底特律另一個村莊"泰拉"的領導者，因凱恩公司傾倒化學廢料而導致"泰拉"的居民和環境產生突變，卡雅帶領著他的村民們向凱恩進行復仇，但因為手段殘暴而屢屢遭燃燒者阻撓。
- 底特律公爵（The Duke of Detroit ）配音員： Dee Snider

自我感覺良好的加長禮車愛好者，不滿麥克的名聲遠播所以時常找燃燒者的麻煩，曾將燃燒者置於危險之中，只為自己的娛樂節目。
- #2（#2）配音員：Tara Strong

底特律公爵的得力助手，總是嚼著口香糖。
- 機器人阿丹（Cyborg Dan） 配音員： Dave Wittenberg

底特律公爵的機器人，臉部被化學廢料融掉，它將責任歸咎於麥克身上，儘管他甚麼也沒做。
- 紅（Red）配音員： Eric Ladin

穿著一身紅色盔甲的神祕青年。將家園被毀的責任歸咎於麥克，紅用了一年的時間訓練自己、鍛鍊盔甲，只為了向麥克進行復仇。

### 其他幫派
- 雲雀幫（Skylarks）

領導者：雷昂（Rayon、 配音員： Bumper Robinson）和燃燒者保持良好的交易關係。
- 亞馬遜（Amazons）

領導者：福克西（Foxy、配音員： Jennifer Hale）由女性組成的幫派，皆駕駛類似F1賽車的車種。
- 乖男孩（Mama's boy）
- 周末勇士（Weekend Waeeiors）

## 系列总览
| 季度 | 季度 | 集数 | 播出日期      | 播出日期     |
| 季度 | 季度 | 集数 | 该季度第一集  | 该季度大结局 |
| ---- | ---- | ---- | ------------- | ------------ |
|      | 一   | 20   | 2012年4月30日 | 2013年1月7日 |

### 集数
| 集数 | 标题                            | 导演           | 编剧                                                                 | 首播日期       | 制作代码 | 美国收视人数 (单位：百万) |
| ---- | ------------------------------- | -------------- | -------------------------------------------------------------------- | -------------- | -------- | ------------------------- |
| 1    | Battle for Motorcity            | Chris Prynoski | Story by: Chris Prynoski & Craig Lewis Teleplay by: Chris Prynoski   | 2012年4月30日  | 911M-101 | 0.5                       |
| 2    | Power Trip                      | Juno Lee       | Story by: Madison Bateman & George Krstic Teleplay by: George Krstic | 2012年5月7日   | 911M-102 | 0.4                       |
| 3    | Ride the Lightning              | Chris Prynoski | John O'Bryan                                                         | 2012年5月14日  | 911M-103 | 0.2                       |
| 4    | Texas-ify It!                   | Chris Prynoski | John O'Bryan                                                         | 2012年5月21日  | 911M-105 | 0.3                       |
| 5    | The Duke of Detroit             | Juno Lee       | Darrick Bachman                                                      | 2012年6月7日   | 911M-104 | 0.2                       |
| 6    | Vendetta                        | Juno Lee       | John O'Bryan                                                         | 2012年6月14日  | 911M-110 | 0.4                       |
| 7    | Blond Thunder                   | Chris Prynoski | Greg Ernstrom                                                        | 2012年6月21日  | 911M-107 | 0.3                       |
| 8    | Going Dutch                     | Chris Prynoski | George Krstic                                                        | 2012年6月28日  | 911M-109 | 0.3                       |
| 9    | Ride of the Fantasy Vans        | Chris Prynoski | Greg Ernstrom                                                        | 2012年7月5日   | 911M-111 | 0.3                       |
| 10   | The Duke of Detroit Presents... | Juno Lee       | Darrick Bachman                                                      | 2012年7月12日  | 911M-112 | 0.3                       |
| 11   | Off the Rack                    | Juno Lee       | George Krstic                                                        | 2012年7月19日  | 911M-106 | 0.3                       |
| 12   | Fearless                        | Juno Lee       | TBA                                                                  | 2012年10月19日 | 911M-108 | 0.2                       |
| 13   | Mayhem Night                    | Chris Prynoski | TBA                                                                  | 2012年10月26日 | 911M-117 | 0.2                       |
| 14   | Like Father, Like Daughter      | Juno Lee       | TBA                                                                  | 2012年11月2日  | 911M-114 | 0.3                       |
| 15   | Reunion                         | Chris Prynoski | George Krstic                                                        | 2012年12月3日  | 911M-113 | N/A                       |
| 16   | Julie and the Amazons           | Chris Prynoski | TBA                                                                  | 2012年12月10日 | 911M-115 | N/A                       |
| 17   | The Robo-Roundup                | Juno Lee       | TBA                                                                  | 2012年12月17日 | 911M-116 | N/A                       |
| 18   | Threat Level: Texas!            | Juno Lee       | TBA                                                                  | 2012年12月24日 | 911M-118 | N/A                       |
| 19   | Vega                            | TBA            | TBA                                                                  | 2012年12月31日 | 911M-119 | N/A                       |
| 20   | A Better Tomorrow               | TBA            | TBA                                                                  | 2013年1月7日   | 911M-120 | N/A                       |